# Scarabaeoidea
Scarabaeoidea er en overfamilie af biller og den eneste undergruppe af infraordenen Scarabaeiformia. Omkring 35.000 arter er placeret i denne overfamilie, og omkring 200 nye arter beskrives hvert år. Antallet af familier er under løbende revision i øjeblikket, og familielisten nedenfor er kun foreløbig. Overfamilien inkluderer nogle af de største biller, der eksisterer i dag, herunder næsehornsbiller, (Dynastinae), Herkulesbillen (Dynastes hercules) og Goliatbiller (Goliathus sp.).
Alene i Peru blev der i 2015 rapporteret 1 042 kendte arter af Scarabaeoidea. Dette skyldes Perus høje biodiversitet og endemisme.
Det ældste bekræftede medlem af gruppen er den uddøde slægt Alloioscarabaeus fra perioden Jura fundet i Jiulongshan-formationen i Indre Mongoliet, Kina.

## Familier
Følgende familier er opført i Bouchard (2011):
- Belohinidae Paulian, 1959
- Diphyllostomatidae Holloway, 1972
- Geotrupidae Latreille, 1802 (skarnbasser) (7 arter i Danmark)[5]
- Glaphyridae MacLeay, 1819
- Glaresidae Kolbe, 1905
- Hybosoridae Erichson, 1847
  - inklusive Ceratocanthidae White, 1842
- Lucanidae Latreille 1804 (hjortebiller) (4 arter i Danmark)[6]
- Ochodaeidae Mulsant og Rey 1871
- Passalidae Leach, 1815
- Pleocomidae LeConte 1861
- Scarabaeidae Latreille 1802 (torbister) (72 arter i Danmark)[7]
- Trogidae MacLeay 1819 (2 arter i Danmark)[8]
- † Coprinisphaeridae Genise, 2004
- † Pallichnidae Genise, 2004
- † Passalopalpidae Boucher, et al., 2016

## Eksterne links
- Wikispecies har taksonomi med forbindelse til  Scarabaeoidea